# FOSL1
FOSL1‏ (FOS like 1, AP-1 transcription factor subunit) هوَ بروتين يُشَفر بواسطة جين FOSL1 في الإنسان.